# Lupta de la Bălăria (1916)
Lupta de la Bălăria a fost o acțiune militară de nivel tactic, desfășurată pe Frontul Român, în timpul campaniei din anul 1916 a participării României la Primul Război Mondial. Ea s-a desfășurat în perioada 18 noiembrie/1 decembrie 1916 și a avut ca rezultat victoria forțelor române, în ea fiind angajate forțe române din Divizia 9/19 Infanterie și forțe ale Puterilor Centrale din Divizia 217 Infanterie germană. A făcut parte din acțiunile militare care au avut loc în operația de pe Argeș și Neajlov.:p. 500

## Comandanți

### Comandanți români
- General Constantin Scărișoreanu

### Comandanți ai Puterilor Centrale
- General Kurt von Gallwitz